# Comuna Hvizd, Nadvirna
Hvizd (în ucraineană Гвізд) este o comună în raionul Nadvirna, regiunea Ivano-Frankivsk, Ucraina, formată din satele Hvizd (reședința) și Mlînî.

## Demografie
Componența lingvistică a comunei Hvizd
     Ucraineană (100%)
Conform recensământului din 2001, toată populația comunei Hvizd era vorbitoare de ucraineană (100%).